# Brachyclados caespitosus
Brachyclados caespitosus  es una especie de planta fanerógama perteneciente a la familia de las asteráceas. Es originaria de Argentina.

## Taxonomía
Brachyclados caespitosus fue descrita por (Phil.) Speg. y publicado en Philosophical magazine, or annals of chemistry, ... 11: 391. 1832.
Sinonimia
- Brachyclados obtusifolius Kuntze
- Brachyclados pygmaeus Kuntze
- Lavidia caespitosa Phil.[4]